# 한국폴리텍III대학
한국폴리텍III대학(韓國폴리텍三大學, Korea Polytechnic Ⅲ)은 대한민국의 강원특별자치도를 관할로 한 지역거점 폴리텍대학의 하나이다.

## 캠퍼스
- 한국폴리텍대학 춘천캠퍼스
- 한국폴리텍대학 강릉캠퍼스
- 한국폴리텍대학 원주캠퍼스

## 구성 및 외부 링크
- 권역대학
  - 춘천캠퍼스 (산업학사학위 과정, 기능사 과정): 강원특별자치도 춘천시 동산면 영서로 1290-31
- 지역캠퍼스
  - 강릉캠퍼스 (산업학사학위 과정, 기능사 과정): 강원특별자치도 강릉시 남산초교길 121
  - 원주캠퍼스 (기능사 과정): 강원특별자치도 원주시 북원로2425번길 73